# Въоръжени сили на Австрия
Въоръжените сили на Австрия (на немски: Österreichs Bundesheer) представляват армията на Австрия. Има два основни клона – Сухопътни войски (Kommando Landstreitkräfte) и Военновъздушни сили (Kommando Luftstreitkräfte).
Тъй като Австрия е континентална страна, тя няма военноморски флот.